# Schutzpolizei des Reiches

A Schutzpolizei zászlaja

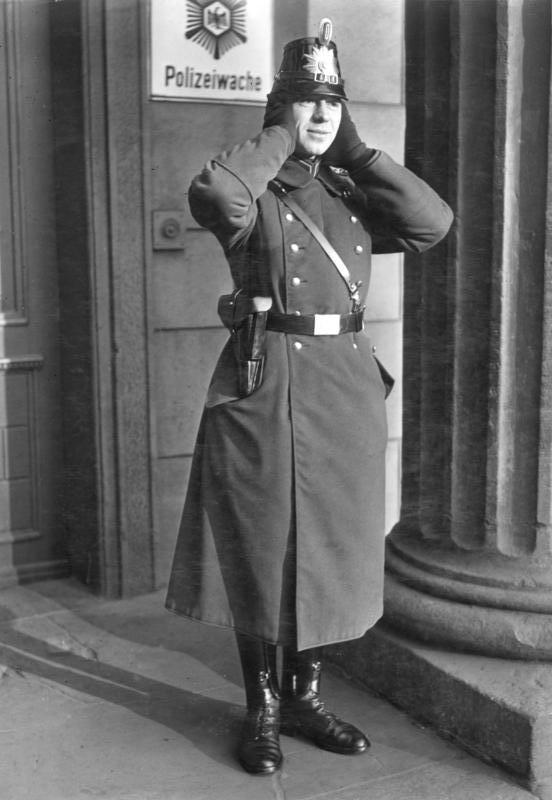
A Schutzpolizei rendőre

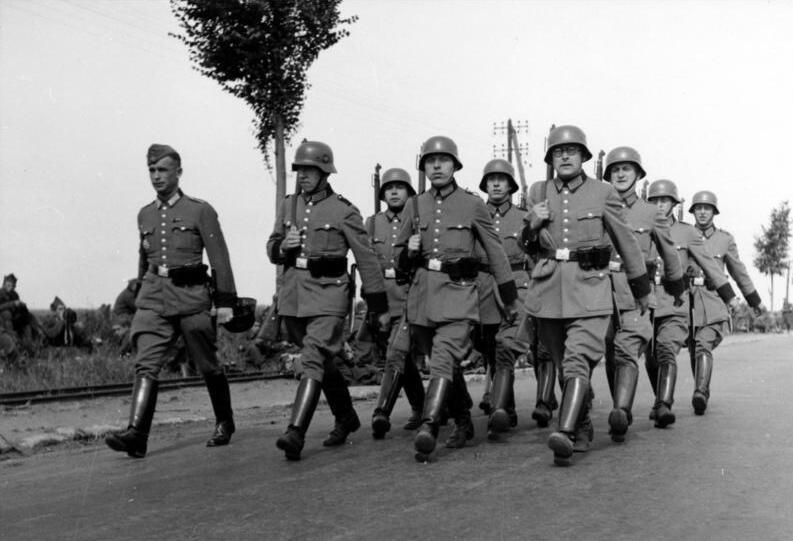
A Schutzpolizei rendőrei Franciaországban

A Schutzpolizei des Reiches a Harmadik Birodalom államvédelmi rendőrsége. Az Ordnungspolizei alá tartozott.
A Schutzpolizei látta el a legtöbb város és nagyváros egyenruhás rendőrségi szolgálatát. A felvétel feltétele volt a korábbi katonai szolgálat, fizikai és mentális alkalmasság, árja származás, valamint tagság a náci pártban és az SS-ben. A rendőrök fizetése magasabb volt az átlagos ipari munkásokénál, körülbelül a magánszektorban dolgozó irodai dolgozókéval volt egy szinten. Az előléptetés az érdemek és a szolgálatban eltöltött idő alapján történt.

## Az állami rendőrség részlegei
Az államrendőrségi osztályok (Staatliche Polizeiverwaltung) alá tartoztak a helyi rendőri szervezetek, akik a védelmi rendfenntartásért és a bűnügyi nyomozásért is felelős voltak. 
| Település | Állami rendőri osztag | Rendőri megbízott                                             |
| --------- | --------------------- | ------------------------------------------------------------- |
| falu      | Polizeiamt            | Landrat, a Landkreis (község) megbízottja.                    |
| kisváros  | Polizeiamt            | A legközelebb Polizeidirektor, a rendőri osztály megbízottja. |
| város     | Polizeidirektion      | Rendőrségi jogász, Polizeidirektor rangban.                   |
| nagyváros | Polizeipräsidium      | Rendőrségi jogász, Polizeipräsident rangban.                  |

## Rendőri ágak
Mindegyik államrendőrségi osztályban a Kommando der Schutzpolizei elnevezésű állami védelmi rendőri parancsnokság a "Kommandeuer der Schutzpolizei" alatt volt a helyi védelmi rendőrség vezetője.
Járőrök
A védelmi rendőrség alá tartozott a területi alapon működő járőrszervezet (Einzeldienst). Ezeken felül a szervezet az alábbi három részleg alkotta: 
- Polizeirevier = kerületi rendőrség (20-40 rendőr között, 20.000-30.000 lakosságú település esetén)
- Polizeiabschnitt = területi rendőrség (5 vagy több kerületi rendőrség)
- Polizeigruppe = rendőri csoport (3-5 területi rendőrség, csakis Berlinben, Hamburgban és Bécsben)

Laktanyarendőrség
A Kasernierte Polizei rendőri osztag volt. Hundertschaftenba (magyarul: "századok") szerveződtek. Csak nagyvárosokban volt jelen. 
Gépesített rendőrök, gyakran páncélozott kocsikkal voltak felszerelve. A laktanyarendőrség tagjait gyakran helyezték át a Wehrmachtba.
Közlekedésrendészet
51 különleges közlekedési rendőri egység (Motorisierte Verkehrsbereitschaften) alakult 1937-ben a nagyvárosok forgalomirányításának biztosítására. A forgalmi rendőrség tagjai járőrkocsikkal és járőrmotor-kerékpárokkal voltak felszerelve.
Vízi rendőrség
A Wasserschutzpolizei felelt a tengerpartok, valamint a belvizek felügyeletéért és a kikötők rendjének biztosításáért.
Lovasrendőrség
Vagy önálló egységként működött, vagy egy nagyobb, gyalogságot is magában foglaló egység részeként. Alapegysége a Polizeireiterstaffeln (magyarul: "rendőrségi lovasosztagok").
Rendőrségi kommunikáció
A Polizei-Nachrichtenstaffeln (magyarul: "rendőri kommunikáció osztag") volt a rendőrségi kommunikációs szolgálat helyi alkotóeleme. A rádiót, valamint a telefont és a telexet biztonságos vonalakon használták.
Légirendőrség
Részt vett az országhatár védelmében, felügyelte az autópályákat és a tengeri útvonalakat, de bevethető volt például erdőtüzek esetén is. A kommunikációt is segítette.